# Strukturiertes Dokument
Ein strukturiertes Dokument ist eine Textdatei, in der eine Auszeichnungssprache verwendet wird, um das Dokument und seine Teile zu identifizieren und ihnen Bedeutungen zuzuweisen, die über die bloße Formatierung hinausgehen. Anders als bei Textverarbeitungsprogrammen werden beispielsweise Überschriften nicht durch Formatierungen wie Fettschrift gekennzeichnet, sondern durch syntaktische Elemente. Ein strukturiertes Dokument enthält typischerweise eine hierarchische Gliederung in mehrere Teile, die als Komponenten oder Elemente des Dokuments bezeichnet werden.
Strukturierte Dokumente finden vor allem beim elektronischen Austausch von Daten Anwendung. Für elektronische Systeme sind strukturierte Dokumente einfach zu erfassen, da Auszeichnungssprachen i. d. R. formalisiert sind und mit einem Parser eingelesen werden können – im Gegensatz zu anderen Formen von Auszeichnungen.

## Eigenschaften
In strukturierten Dokumenten liegt der Fokus nicht auf der visuellen Präsentation (u. a. die Formatierung), sondern auf der logischen Struktur, die einem bestimmten Zweck dient. Die explizite Kennzeichnung von Bereichen auf einer Webseite im Gegensatz zur Formatierung (z. B. Kennzeichnung als Kapitelüberschrift anstatt „Helvetica fett 24“) ist z. B. für Barrierefreiheitssysteme nützlich. Beim Datenaustausch ermöglichen strukturierte Dokumente eine Integration mit durchsuchbaren Datenbanken und Online-Katalogen.
Strukturierte Dokumente unterstützen Hierarchien wie Listen und Abschnitte, im Gegensatz zu reinen Formatierungssystemen, die häufig nur Listenelemente oder Abschnittsüberschriften hervorheben. Fortgeschrittene Systeme ermöglichen die Verwendung mehrerer unabhängiger oder überlappender Komponenten. Sie können auch explizite Regeln (Schemas) definieren, die Aufbau und erlaubte Komponenten über die Auszeichnungssprache hinaus für einen bestimmten Bereich definieren.
Da Auszeichnungssprachen Plain text nutzen, ist eine Menschenlesbarkeit gegeben. Die Interpretation der Semantik ist allerdings nur mit Vorwissen möglich.

## Geschichte
Lie und Saarela argumentieren, dass die Auszeichnungssprache SGML strukturierte Dokumente eingeführt hat, aber frühere Systeme wie Scribe und Augment boten bereits ähnliche Funktionen. Der Nachfolger XML ist heute das am weitesten verbreitete Format für strukturierte Dokumente und gilt als „universal format for structured documents and data on the Web“.
Eine der gebräuchlichsten Darstellungen ist HTML, definiert durch das W3C. HTML enthält jedoch sowohl semantische Auszeichnungen (Absatz, Titel) als auch Auszeichnungen zur reinen Formatierung (Kursiv, Fett) und wird sowohl zur Strukturierung von Dokumenten als auch zur Formatierung verwendet.
Viele Branchen nutzen XML-basierte Schemata (z. B. in Form von XML Schema oder XML-DTD) wie JATS für wissenschaftliche Publikationen, TEI für literarische Texte und gesprochenes Wort, UBL und EDI für den Handel und XTCE für die Raumfahrt-Telemetrie.

## Beispiele
Strukturierte Dokumente sind bei der elektronischen Datenverarbeitung an zahlreichen Stellen zu finden, insbesondere im Internet.
Die Konvertierung des Oxford English Dictionary in SGML ermöglichte es, verschiedene Verwendungen von Kursivschrift zu unterscheiden, was die Suche verbesserte. Reiseagenturen profitieren von strukturierten Dokumenten, da diese eine einfache Integration mit Kalendern und Verwaltungssystemen ermöglichen.

### MediaWiki
Die Software MediaWiki, die u. a. bei Wikipedia zum Einsatz kommt, nutzt eine Wikitext-Auszeichnungssprache und erzeugt anhand von ausgezeichneten Überschriften automatisch ein Inhaltsverzeichnis. Hierfür werden Gleichheitszeichen genutzt. Außerdem werden Hyperlinks auf andere Artikel gesondert ausgezeichnet.

### XML
Bei XML werden Strukturelemente mit spitzen Klammern ausgezeichnet. Es folgt ein Beispiel für ein strukturiertes XML-Dokument:
```
<?xml version="1.0" encoding="UTF-8"?>

<fruehstueckskarte>

	
<gericht>

		
<name>
Belgische
 
Waffeln
</name>

		
<preis>
5.95
</preis>

		
<beschreibung>
Zwei
 
unserer
 
berühmten
 
belgischen
 
Waffeln
 
mit
 
echtem
 
Ahornsirup
</beschreibung>

		
<kalorien>
650
</kalorien>

	
</gericht>

	
<gericht>

		
<name>
French
 
Toast
</name>

		
<preis>
4.50
</preis>

		
<beschreibung>
Dicke
 
Scheiben
 
aus
 
unserem
 
hausgemachten
 
Sauerteigbrot
</beschreibung>

		
<kalorien>
600
</kalorien>

	
</gericht>

	
<gericht>

		
<name>
Hausgemachtes
 
Frühstück
</name>

		
<preis>
6.95
</preis>

		
<beschreibung>
Zwei
 
Eier,
 
Speck
 
oder
 
Würstchen,
 
Toast
 
und
 
unsere
 
beliebten
 
Röstkartoffeln
</beschreibung>

		
<kalorien>
950
</kalorien>

	
</gericht>

</fruehstueckskarte>

```

Die logische Struktur entspricht einer Speisekarte mit verschiedenen Gerichten, die einen Namen, einen Preis und zusätzliche Angaben haben. Das Schema eines solchen Dokuments könnte u. a. die Elemente fruehstueckskarte und gericht definieren und vorsehen, dass jedes Gericht mindestens einen Namen und einen Preis (als Dezimalzahl mit zwei Nachkommastellen) besitzen muss und eine zusätzliche Beschreibung optional ist.
Gegenüber einer klassischen Speisekarte ist das Dokument maschinell lesbar und kann von Anwendungen, die dieses Schema unterstützen, eingelesen werden, um Gerichte z. B. u filtern oder nach Preis zu sortieren. Auf der Anwendungsebene kann dann auch eine Darstellung erfolgen, z. B. kann der Name (im Gegensatz zu anderen Angaben) in Fettschrift präsentiert werden. Durch Einrückungen, die bei XML aber kein Muss sind, ist die Struktur auch schnell für Menschen erfassbar.

### HTML
Die Syntax der Auszeichnungssprache HTML lehnt sich an XML an. HTML definiert allerdings konkrete Strukturelemente wie <body> (sichtbarer Teil des Dokuments), <h1> (Überschrift) und <p> (englisch Paragraph ‚Absatz‘), die über die reine Syntax hinausgehen:
```
<
body
>

<
h1
>
Strukturiertes Dokument
</
h1
>

<
p
>
Ein 
<
strong
 
class
=
"selflink"
>
strukturiertes Dokument
</
strong
>
 ist ein 
<
a
 
href
=
"/wiki/Dokument_electronico"
 
title
=
"Dokument elektronico"
>
elektronisches Dokument
</
a
>
, das Markup verwendet, um den Inhalt zu kennzeichnen.
</
p
>
  

</
body
>

```

Einige Text-Elemente, die nicht traditionell strukturell sind, geben Informationen über die Natur der Abschnitte des Dokuments an, anstatt deren Präsentation zu kennzeichnen. Zum Beispiel zeigt <strong> Betonung an, die grafisch durch Fettschrift oder Färbung hervorgehoben werden kann. Eine streng semantische Auszeichnung schließt Tags wie <b> (englisch bold ‚fett‘) aus, die nur eine visuelle Funktion haben. Weitere strukturelle Elemente sind <abbr>, <cite>, <dfn>, <section>. Das Tag <a> schafft eine Verknüpfungsstruktur, die ebenso wichtig ist wie die Abschnitsgliederung und durch Transklusion ersetzt werden kann.
Die Verwendung von semantischem HTML verbessert die Zugänglichkeit für sehbehinderte Menschen.